# Days of Rage
Days of Rage (englisch, „Tage des Zorns“, „Tage der Wut“) bezeichnet eine Serie von Direkten Aktionen an insgesamt vier Tagen im Oktober 1969 in Chicago.

## Planung und Aktion
Die gewaltsamen Unruhen wurden von der Weathermen-Fraktion der Students for a Democratic Society organisiert. Die Gruppe plante die Aktionen für den Zeitraum von 8. bis 11. Oktober als „National Action“ mit dem auf den Vietnamkrieg bezogenen Slogan „bring the war home.“ Zu den Days of Rage erwarteten der Aktivist Bill Ayers und seine Mitstreiter Tausende von jungen weißen Arbeitern. Diese blieben jedoch aus und die rund 800 Weatherman-Demonstranten wurden von einer großen Polizeiübermacht erwartet. Trotzdem griffen die Demonstranten zu direkten Aktionen und am letzten Tag der Proteste gab es immer noch 300 Aktivisten, die zu Auseinandersetzungen mit der Polizei bereit waren.
Bei den Demonstrationen kam es zu heftigen Straßenschlachten mit der Polizei. Ein Student kam zu Tode. Insgesamt wurden 8 Demonstranten angeschossen und es kam zu 700 Festnahmen. Die Weathermen-Bewegung erklärte 1970 dem Staatsapparat den Krieg und ihre Mitglieder gingen größtenteils in den Untergrund. Auslöser dafür war die Erschießung des Vorsitzenden der Black Panther Party in der Sektion von Illinois, Fred Hampton, durch die Polizei.

## Hintergrund
Anfang der 1960er Jahre verband viele Studenten die gemeinsame Wut über Rassismus, soziale Ungerechtigkeit und später den Vietnamkrieg. Die radikalen direkten Aktionen des Days of Rage Plan waren der Wendepunkt der Geschichte der US-Studentenbewegung Students for a Democratic Society. Zunächst hatten die politisierten Studenten den Plan, Einfluss auf die Friedens- und die Bürgerrechtsbewegung zu gewinnen, was zu einer Neuausrichtung der Demokratischen Partei führen sollte. Im Juni 1962 gab es eine Zusammenkunft, bei der man sich auf die 60-seitige Erklärung des Port Huron Statement verständigte. Es attestierte dem herrschenden politischen System, dass es abgewirtschaftet habe. In dem Papier wurde eine Allianz von Schwarzen, Studenten, Friedensgruppen, linken Organisationen und Publikationen gefordert. Den Studenten, hieß es in dem Papier, komme eine besondere Bedeutung zu, weil von ihnen der Anstoß zu radikalen Aktivitäten ausgehen könne.
1969 rief der radikalisierte Flügel der Organisation zu den Days of Rage auf. Neben Studenten nahmen auch radikalisierte schwarze Bevölkerungsgruppen teil, jedoch kaum weiße junge Arbeiter. Die heftigen Reaktionen auf die Days of Rage führte die Anhänger der Bewegung zu einer weiteren Radikalisierung. Viele Studenten solidarisierten sich daraufhin mit den Weather People. Indem die Demonstranten das Risiko in Kauf nahmen, verletzt oder getötet zu werden, stellten die Weathermen ihren Mut unter Beweis. Sie zeigten, dass hinter ihren teilweise als „martialischen Posen“ und ihrer aggressiven Rhetorik eine Haltung stand. Das führte auch zum Respekt der Bewegung, bei der Bürgerrechtsbewegung und anderen Gruppen, die Gewalt eigentlich ablehnten.